# Rolniczy rejonowy zakład doświadczalny
Rolniczy rejonowy zakład doświadczalny – jednostka organizacyjna prezydium wojewódzkiej rady narodowej powołana z zadaniem prowadzenia doświadczeń rolniczych oraz wdrażania i upowszechniania postępu rolniczego w rolnictwie indywidualnym. Powołanie zakładów pozostawało w związku z uchwała Prezydium Rządu z 1955 r. o organizacji nauki i propagandy rolniczej w resorcie rolnictwa.

## Historia
Uchwałą Prezydium Rządu z 1956 r powołano rolnicze rejonowe zakłady doświadczalne (RRZD). Celem zakładów było stworzenia warunków sprzyjających rozwojowi badań kompleksowych, niezbędnych do naukowego opracowania całokształtu zagadnień produkcji rolniczej oraz systematycznego wprowadzania do produkcji osiągnięć naukowych i przodujących doświadczeń praktyki. Organizację i szczegółowy zakres działania określono zgodnie z wzorcowym schematem organizacyjnym ustalonym przez resort rolnictwa. Zakłady rozliczały się z budżetem państwa poprzez budżet terenowy, zaś gospodarstwo rolne na zasadach przewidzianych dla gospodarstw pomocniczych będących na rozrachunku gospodarczym.
Uchwałą Rady Ministrów z 1956 r. przy prezydiach wojewódzkich radach narodowych powołano rolnicze rady naukowo-techniczne.
Do zakresu działania rady naukowo-technicznej należało:
- dokonywanie oceny stanu rolnictwa i jego rezerw oraz ustalanie podstawowych środków niezbędnych do podniesienia produkcji rolnej danego rejonu,
- dokonywanie oceny kierunków i wyników prac naukowo-badawczych oraz skuteczności propagandy rolniczej z punktu widzenia potrzeb rozwoju rolnictwa,
- opiniowanie projektów planów naukowo-badawczych, gospodarczo-finansowych i inwestycyjnych oraz sprawozdań RRZD z działalności zakładu i wyników corocznych badań,
- opiniowanie projektów zastosowania w praktyce osiągnięć nauki, doświadczeń innych rejonów oraz przodujących doświadczeń praktyki,
- opiniowanie projektów planów doszkalania pracowników nauki.

Uchwałą Rady Ministrów z 1968 r. w ramach RRZD powołano służby doradztwa specjalistycznego. Celem ich działania było wzmocniono kadrowo RRZD, poprzez powołanie na szczeblu powiatowym służby doradztwa specjalistycznego, obejmujące stanowisko specjalisty ds. produkcji roślinnej oraz specjalisty ds. produkcji zwierzęcej. Podstawowym zadaniem służby doradztwa specjalistycznego było doskonalenia zawodowego gromadzkiej służby rolnej oraz prowadzenie szkoleń, pokazów i demonstracji.
Uchwałą Rady Ministrów z 1970 r. zmieniono profil działania RRZD z badawczo-doświadczalnego na działania wdrożeniowo-upowszechnieniowe. Przedmiotem działania zakładu stało się rozwijanie i wprowadzanie do praktyki rolniczej nowych, postępowych metod produkcji w rejonie jego działania, realizowane w szczególności przez:
- adaptowanie i wdrażanie wyników prac naukowo-badawczych oraz wyników doświadczeń jednostek naukowo-badawczych, a także upowszechnianie osiągnięć nauki i praktyki,
- prowadzenie wzorcowego gospodarstwa rolnego jako bazy zastosowania nowoczesnych technologii produkcji i naukowych zasad jej organizacji,
- dokształcanie i doskonalenie kwalifikacji zawodowych gromadzkiej służbie rolnej, – udzielanie gromadzkiej służbie rolnej fachowego instruktażu w zakresie wprowadzania postępu rolniczego,
- prowadzenie informacji naukowo-technicznej i ekonomicznej oraz współdziałanie w tym zakresie z resortowymi, a także branżowymi ośrodkami INTE,
- upowszechnianie wiedzy rolniczej.

Uchwałą Rady Ministrów z 1975 r. rolnicze rejonowe zakłady doświadczalne przekształcone zostały w wojewódzkie ośrodki postępu rolniczego.

## Siedziby
Wykaz siedzib rolniczych rejonowych zakładów doświadczalnych według lat i województw:
W 1956 r. – Siejnik, Szepietowo – białostockie, Minikowo – bydgoskie, Lubań, Stare Pole – gdańskie, Końskowola – lubelskie, Barzkowice – szczecińskie, Poświętne – warszawskie.
W 1957 r. – Grzmiąca – koszalińskie, Bratoszewice – łódzkie, Bęsia – olsztyńskie, Sielinko – poznańskie, Targoszyn-Wysoka – wrocławskie.
W 1968 r. – Śmiłowice – katowickie, Modliszewice – kieleckie, Karniowice – krakowskie, Łosiów – opolskie, Boguchwała – rzeszowskie, Kalsk – zielonogórskie.